# Recurvidris pickburni
Recurvidris pickburni (лат.) — вид мелких муравьёв рода Recurvidris из подсемейства мирмицины. Эндемик Южной Азии.

## Распространение
Южная Азия: Шри-Ланка.

## Описание
Муравьи мелкого размера (1,9 — 2,1 мм), жёлтого цвета. Ширина головы от 0,44 до 0,46 мм (длина головы от 0,48 до 0,50 мм), длина скапуса усика от 0,38 до 0,40 мм. Усики 11-члениковые, булава 3-члениковая. Жвалы треугольные, с 4-5 зубцами. Нижнечелюстные щупики 4-члениковые, нижнегубные щупики состоят из 3 сегментов. Усиковые бороздки и лобные валики отсутствуют. Грудка тонка и длинная. Заднегрудка с двумя длинными проподеальными шипиками, загнутыми вверх и вперёд. Стебелёк между грудкой и брюшком состоит из двух члеников: петиолюса и постпетиолюса (последний четко отделен от брюшка), жало развито, куколки голые (без кокона).
Таксон был описан в 1992 году английским мирмекологом Барри Болтоном (The Natural History Museum, Лондон, Великобритания) и назван в честь Bernerd Pickburn.

## См. также

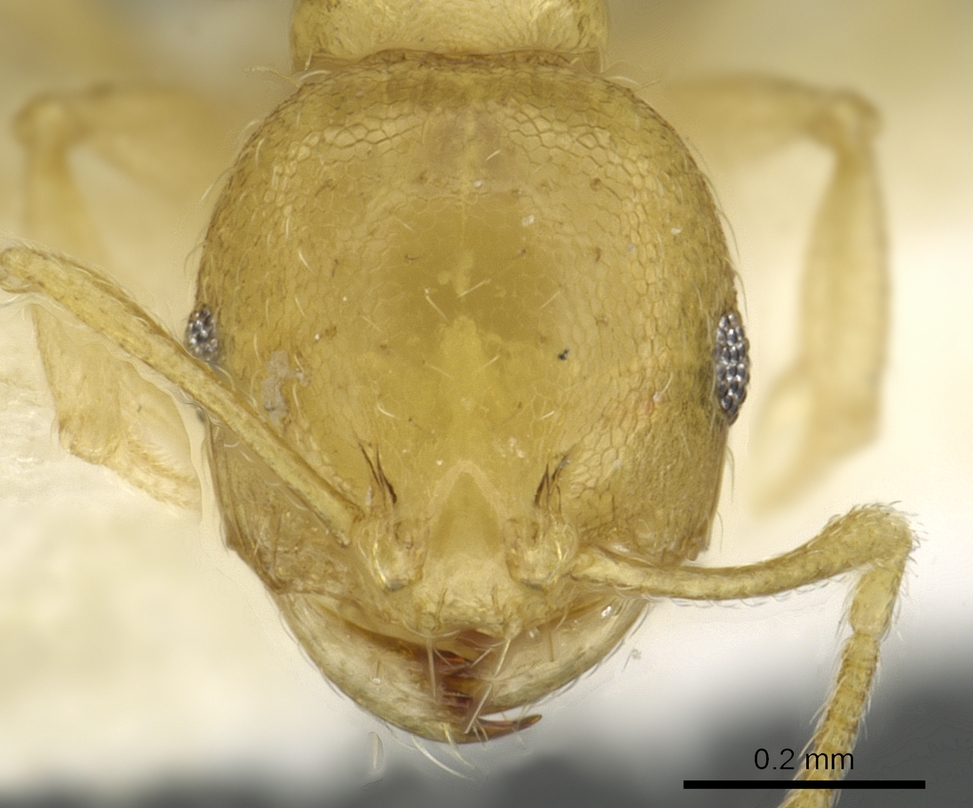
Муравей Recurvidris pickburni